# Сандаски Саут (Охајо)
Сандаски Саут (енгл. Sandusky South) град је у америчкој савезној држави Охајо.

## Демографија
По попису из 2000. године број становника је 6.599.
| Група             | 2000.         | 2010.    |
| Белци             | 5.762 (87,3%) | 0 (0,0%) |
| Афроамериканци    | 626 (9,5%)    | 0 (0,0%) |
| Азијати           | 41 (0,6%)     | 0 (0,0%) |
| Хиспаноамериканци | 76 (1,2%)     | 0 (0,0%) |
| Укупно            | 6.599         | 0        |